# Liste der Althistoriker an der Universität des Saarlandes
In der Liste der Althistoriker an der Universität des Saarlandes werden alle Althistoriker aufgeführt, die am Institut für Alte Geschichte als Hochschullehrer an der Universität des Saarlandes tätig waren oder sind. Das umfasst im Allgemeinen ordentliche, außerplanmäßige, Gast- und Honorarprofessoren sowie Privatdozenten. In begründeten Ausnahmefällen können auch andere Dozenten aufgenommen werden. Das Fach Alte Geschichte wird an der Universität seit 1949 gelehrt, seit 1951 stand dem Lehrstuhl ein Professor vor. 1975 bekam die Alte Geschichte einen zweiten Lehrstuhl hinzu, den sie jedoch 1994 an die Klassische Archäologie verlor.
Angegeben ist in der ersten Spalte der Name der Person und ihre Lebensdaten, in der zweiten Spalte wird der Eintritt in die Universität angegeben, in der dritten Spalte das Ausscheiden. Spalte vier nennt die höchste an der Universität des Saarlandes erreichte Position. An anderen Universitäten kann der entsprechende Dozent eine noch weitergehende wissenschaftliche Karriere gemacht haben. Die nächste Spalte nennt Besonderheiten, den Werdegang oder andere Angaben in Bezug auf die Universität oder das Institut. In der letzten Spalte werden Bilder der Dozenten gezeigt, was derzeit aufgrund der Bildrechte jedoch schwer ist.
| Wissenschaftler                        | von  | bis  | Funktionen                 | Bemerkungen | Bild |
| -------------------------------------- | ---- | ---- | -------------------------- | --- | ---- |
| Banner, Joseph (1915–1963)             | 1949 | 1949 | Dozent                     | Franzose, eigentlich kein Althistoriker; erster Dozent für Alte Geschichte an der Universität, jedoch nicht habilitiert                                                                                   |      |
| Moreau, Jacques (1918–1961)            | 1950 | 1960 | Ordinarius                 | erster Inhaber des Lehrstuhls; 1950 Dozent, 1951 außerplanmäßiger Professor, 1953 ordentlicher Professor. 1960 Wechsel nach Heidelberg, 1961 Tod bei einem Flugzeugunglück                                |      |
| Schmitthenner, Walter (1916–1997)      | 1961 | 1967 | Ordinarius                 | zweiter Inhaber des Lehrstuhls, Nachfolger Moreaus |      |
| Freis, Helmut (1935–2002)              | 1961 | 2000 | Akademischer Rat           | im Wintersemester 1979/80 einziger verbeamteter Dozent am Fachbereich; nicht habilitiert; 1955 Student, danach als Assistent und Akademischer Rat an der Universität, Schwerpunkt in der Epigraphik       |      |
| Schmitt, Hatto H. (1930–2023)          | 1964 | 1965 | Außerplanmäßiger Professor | |      |
| Kienast, Dietmar (1925–2012)           | 1965 | 1965 | Professor                  | Vertretungsprofessor im Sommersemester 1965 |      |
| Franke, Peter Robert (1926–2018)       | 1967 | 1994 | Ordinarius                 | dritter Inhaber des Lehrstuhls; Numismatiker; nach seinem Ausscheiden wurde die Professur umgewidmet, um den von der Schließung bedrohten Fachbereich Klassische Archäologie an der Universität zu retten |      |
| Heinen, Heinz (1941–2013)              | 1970 | 1971 | Akademischer Rat           | |      |
| Bellen, Heinz (1927–2002)              | 1970 | 1971 | Professor                  | Vertretungsprofessor im Wintersemester 1970/71 |      |
| Meister, Klaus (* 1938)                | 1971 | 1975 | Professor                  | Wissenschaftlicher Rat, dann Professor; Nachfolger Heinens |      |
| Siewert, Peter (* 1940)                | 1973 | 1980 | Assistenzprofessor         | 1971 Dozent, 1973 Assistenzprofessor |      |
| Eck, Werner (* 1939)                   | 1975 | 1979 | Ordinarius                 | Nachfolger Meisters; Inhaber einer neu geschaffenen zweiten Professur |      |
| Leschhorn, Wolfgang (* 1950)           | 1979 |      | Privatdozent               | 1979 Assistent, 1986 Hochschulassistent, 1991 Oberassistent, 1996 Privatdozent |      |
| Gawantka, Wilfried (* 1944)            | 1979 | 1980 | Professor                  | Vertretungsprofessor im Wintersemester 1979/80 |      |
| Girardet, Klaus Martin (* 1940)        | 1980 | 2006 | Ordinarius                 | Nachfolger Ecks auf der zweiten Professur |      |
| Schumacher, Leonhard (* 1944)          | 1982 | 1983 | Professor                  | Vertretungsprofessor im Wintersemester 1982/83 |      |
| König, Ingemar (* 1938)                | 1983 | 1983 | Professor                  | Vertretungsprofessor im Sommersemester 1983 |      |
| Schlumberger, Jörg (* 1939)            | 1983 | 1984 | Professor                  | Vertretungsprofessor im Wintersemester 1983/84 |      |
| Rebenich, Stefan (* 1961)              | 1997 | 1998 | Professor                  | Vertretungsprofessor im Wintersemester 1997/98 |      |
| Dettenhofer, Maria H. (1960–2016)      | 2004 |      | Gastprofessorin            | Gastprofessorin im Bereich Gender Studies |      |
| Schlange-Schöningen, Heinrich (* 1960) | 2006 |      | Professor                  | Nachfolger Girardets auf der nunmehr einzigen Professur |      |